# Yoo In-na
Yoo In-na (유인나?, 劉寅娜?, Yu In-naLR, Yu InnaMR; Seongnam, 5 giugno 1982) è un'attrice sudcoreana.
Dopo aver sostenuto ruoli in Jibung tturko high kick! e Secret Garden, è diventata famosa come attrice protagonista in In-hyeon wanghu-ui namja, che l'ha portata ad avere un ruolo secondario in Byeor-eseo on geudae. È anche la DJ di Volume Up. Successivamente ha recitato in Sseulsseulhago challanhasin - Dokkaebi, una delle serie televisive via cavo più viste nella Corea del Sud.

## Carriera
Nel 1998, a 16 anni, Yoo In-na si unì a un'agenzia di spettacolo come cantante apprendista e arrivò quasi a entrare in un gruppo femminile, ma dopo undici anni e cinque cambi di agenzia, rinunciò. Nel 2006 firmò come attrice con la YG Entertainment: il primo ruolo che la fece notare al pubblico fu nel 2009 nella sitcom Jibung tturko high kick!; seguirono altre parti secondarie, come nel drama Secret Garden, che le fece vincere il premio di "Miglior nuova attrice" ai Baeksang Arts Awards nel 2011.
Dal 3 marzo 2011 al 4 giugno 2012 presentò il varietà Hanbam-ui TV yeon-ye, mentre dal 7 novembre 2011 conduce il programma radiofonico Volume-eul nop-yeo-yo. Il suo primo ruolo da protagonista fu nel 2012 nel drama In-hyeon wanghu-ui namja; prese poi parte ai drama Choegoda Lee Soon-shin nel 2013 e Byeor-eseo on geudae a cavallo del 2014. Grazie alla popolarità di quest'ultimo in Cina, Yoo entrò nel cast del suo primo film cinese insieme a Godfrey Gao: la pellicola, intitolata Hunli riji, è diretta da Heo In-moo, regista di un altro film con Yoo, My Black Mini Dress, uscito nel 2011. Il 5 marzo 2014, Yoo iniziò a condurre il programma di moda e bellezza Get It Beauty e a metà anno entrò nel cast del drama My Secret Hotel, la cui messa in onda terminò a ottobre.

## Filmografia

### Cinema
- Fair Love (페어 러브), regia di Shin Yeon-shick (2010)
- My Black Mini Dress (마이 블랙 미니드레스), regia di Heo In-moo (2011)
- Love Fiction (러브 픽션), regia di Jeon Kye-soo (2012)
- Hunli riji (婚禮日记), regia di Heo In-moo (2014)

### Televisione
- Jibung tturko high kick! (지붕 뚫고 하이킥!) – serie TV (2009-2010)
- Secret Garden (시크릿 가든) – serie TV (2010)
- Choego-ui sarang (최고의 사랑) – serie TV (2011)
- Birdie Buddy (버디버디) – serie TV (2011)
- In-hyeon wanghu-ui namja (인현왕후의 남자) – serie TV (2012)
- Choegoda Lee Soon-shin (최고다 이순신) – serie TV (2013)
- Gamjabyeol 2013QR3 (감자별 2013QR3) – serie TV (2013)
- Byeor-eseo on geudae (별에서 온 그대) – serie TV (2013-2014)
- My Secret Hotel (마이 시크릿 호텔) – serie TV (2014)
- Sseulsseulhago challanhasin - Dokkaebi (도깨비) – serie TV (2016)
- Top Star U-back (톱스타 유백이) – serie TV (2018)
- Jinsim-i data (진심이 닿다) – serie TV (2019)
- Snowdrop (설강화) – serie TV (2021-2022)
- Bo-ra! Deborah (보라! 데보라?) – serie TV (2023)

## Videografia
- 2010 – Tell Me Goodbye, videoclip del brano dei Big Bang
- 2010 – In My Head, videoclip del brano di Brian Joo
- 2011 – You, That Day, videoclip del brano dei Humming Urban Stereo

## Discografia

### Collaborazioni
- 2011 – You, That Day (Humming Urban Stereo feat. Yoo In-na)

### Colonne sonore
- 2011 – My Black Mini Dress (Yoon Eun-hye, Park Han-byul, Cha Ye-ryun e Yoo In-na) (My Black Mini Dress OST)

## Riconoscimenti
| Anno | Premio                               | Categoria                                          | Opera nominata                  | Risultato       |
| ---- | ------------------------------------ | -------------------------------------------------- | ------------------------------- | --------------- |
| 2011 | Olleh-Lotte Smartphone Film Festival | Premio speciale (con Narsha)                       |                                 | Vincitore/trice |
| 2011 | Baeksang Arts Awards                 | Miglior nuova attrice (TV)                         | Secret Garden                   | Vincitore/trice |
| 2011 | Korea Drama Awards                   | Miglior attrice di supporto                        | Secret Garden, Choego-ui sarang | Candidato/a     |
| 2011 | SBS Entertainment Awards             | Miglior intrattenitrice in un programma televisivo | Hanbam-ui TV yeon-ye            | Vincitore/trice |
| 2011 | MBC Drama Awards                     | Miglior nuova attrice in una miniserie             | Choego-ui sarang                | Candidato/a     |
| 2012 | APAN Star Awards                     | Premio stella nascente                             | In-hyeon wanghu-ui namja        | Vincitore/trice |
| 2013 | KBS Drama Awards                     | Miglior attrice di supporto                        | Choegoda Lee Soon-shin          | Candidato/a     |
| 2014 | Style Icon Awards                    | Top 10 delle icone di stile                        |                                 | Candidato/a     |